# Meslay (Loir-et-Cher)
Meslay ist eine französische Gemeinde mit 302 Einwohnern (Stand: 1. Januar 2022) im Département Loir-et-Cher in der Region Centre-Val de Loire; sie gehört zum Arrondissement Vendôme und zum Kanton Vendôme. Die Einwohner werden Melaisiens genannt.

## Geographie
Meslay liegt etwa drei Kilometer nordöstlich des Stadtzentrums von Vendôme am Fluss Loir. An der nördlichen Gemeindegrenze verläuft dessen Nebenfluss Réveillon. Meslay wird umgeben von den Nachbargemeinden Saint-Firmin-des-Prés im Norden und Nordwesten, Rocé im Osten, Coulommiers-la-Tour im Südosten, Areines im Süden sowie Saint-Ouen im Westen.

## Bevölkerungsentwicklung
| Jahr                       | 1962 | 1968 | 1975 | 1982 | 1990 | 1999 | 2006 | 2018 |
| Einwohner                  | 223  | 233  | 225  | 344  | 329  | 294  | 299  | 312  |
| Quellen: Cassini und INSEE |      |      |      |      |      |      |      |      |

## Sehenswürdigkeiten
- Kirche Saint-Calais, 1734 erbaut
- Schloss Meslay, 1732 bis 1735 erbaut, Monument historique seit 2017
- frühere Textilmanufaktur

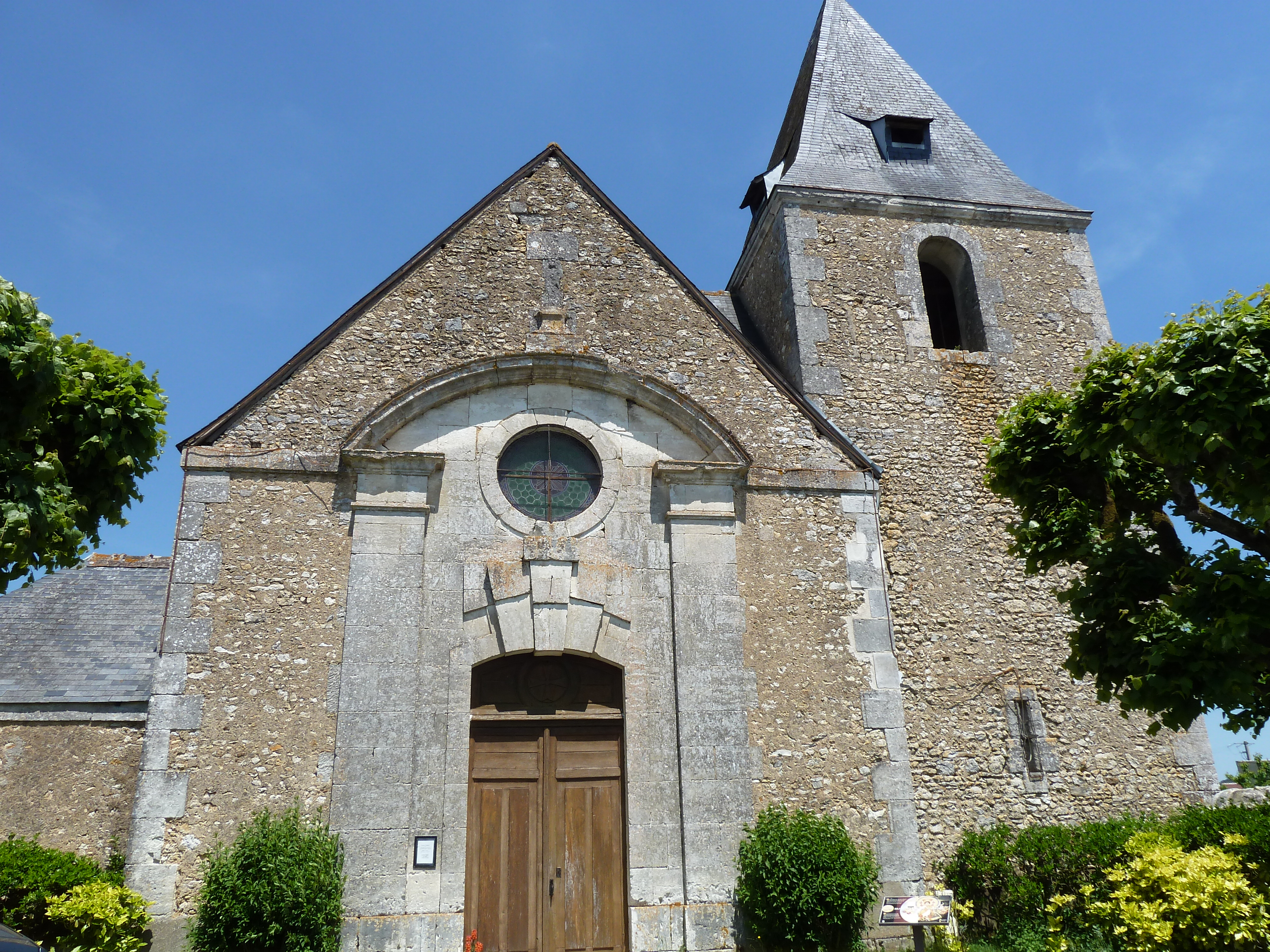
Kirche Saint-Calais
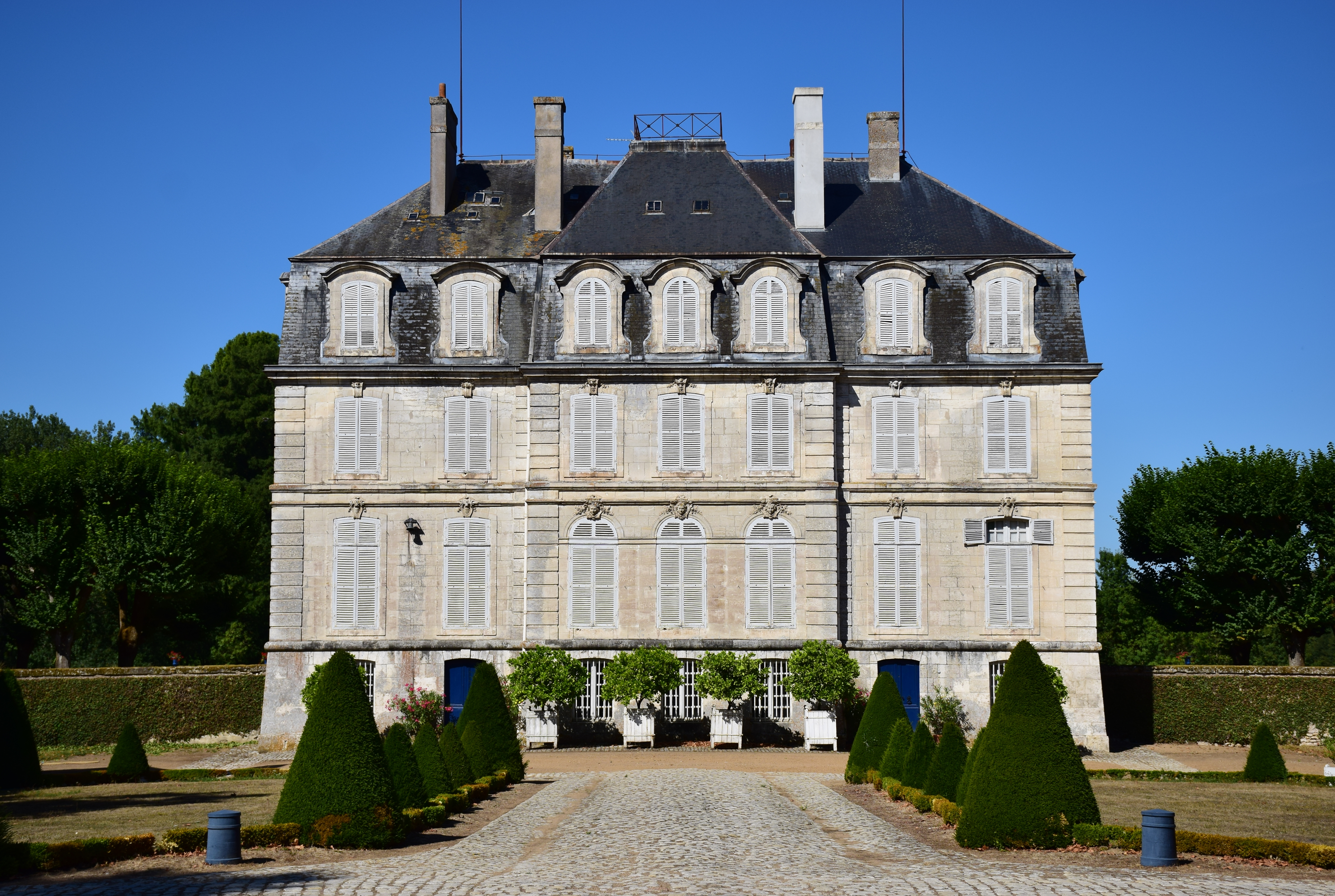
Schloss Meslay